# Franz Kirchner (Politiker)

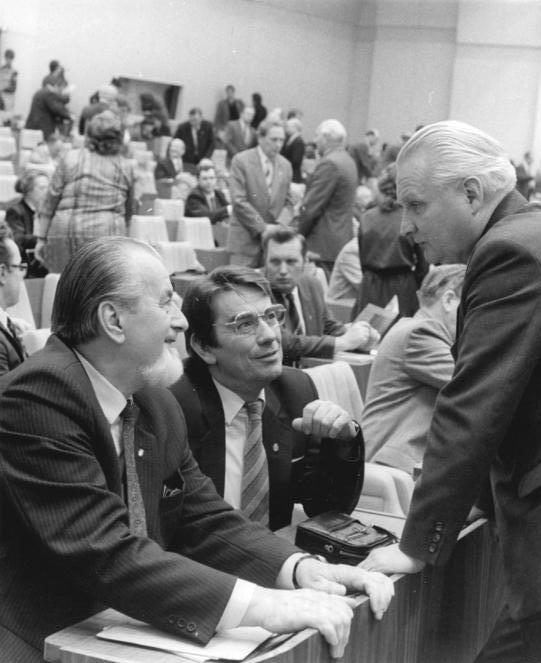
10. Tagung der DDR-Volkskammer am 30. November 1984, Franz Kirchner (links) im Gespräch mit Werner Karwath und Hermann Kalb

Franz Kirchner (* 20. April 1919 in Mährisch-Trübau, Tschechoslowakei; † 25. April 2003 in Brehme) war ein deutscher Parteifunktionär der Blockpartei Christlich-Demokratischen Union Deutschlands (CDU), Abgeordneter der DDR-Volkskammer und Oberbürgermeister von Weimar.

## Leben
Kirchner stammte aus Mährisch-Trübau, das überwiegend von deutschstämmigen Familien bewohnt war. 1939 erwarb der auf dem Gymnasium die Hochschulreife. Nach der Zerschlagung der Tschechoslowakei 1939 studierte an in Prag Ökonomie. Das Studium konnte er wegen der Einberufung zur Wehrmacht nicht fortführen. 
Mit der Vertreibung der Deutschen aus der Tschechoslowakei 1945/46 kam er zuerst nach Mecklenburg. Hier trat er in die CDU ein. Mit diesem Mandat wurde er zum Leiter der Abteilung Preise im Landkreis Schönberg berufen und übte diese Funktion bis 1950 aus. Während dieser Zeit qualifizierte er sich an einer Fachschule für Finanzen in Königs Wusterhausen. Ab 1950 studierte er in Potsdam an der Akademie für Staats- und Rechtswissenschaften. Zugleich war er Referent bei der Schweriner Landesfinanzdirektion. 1952 wurde er von seiner Partei nach Thüringen entsandt, wo ihm in Bad Salzungen die Funktion eines Stellvertreters des Vorsitzenden des dortigen Rates des Kreises übertragen wurde. Bei den Kommunalwahlen wurde er mit dem Mandat seiner Partei als Abgeordneter in den Salzunger Kreistag gewählt. Gleichzeitig bekam er einen Sitz als Abgeordneter in der CDU-Fraktion der Volkskammer, die er mit einer Unterbrechung von vier Jahren bis 1986 innehatte. Er arbeitete dort in zwei Ausschüssen mit: dem Ausschuss für die Arbeit der örtlichen Volksvertretungen und dem Ausschuss für Auswärtige Angelegenheiten. In dieser Zeit wurde er von CDU als Mitglied in den Hauptvorstand delegiert. Seit 1970 übte er auch die Funktion eines Mitglieds des Präsidiums, des obersten Leitungskreises der DDR-CDU aus.
In der Zwischenzeit hatte Kirchner 1960 an der Hochschule für Ökonomie Berlin das Staatsexamen als Diplomstaatswissenschaftler abgelegt. 1961 übernahm er die Funktion des CDU-Bezirksvorsitzenden für den Bezirk Erfurt, die er bis 1970 ausübte. Gleichzeitig gehörte er dem Bezirkstag von Erfurt an.
Kirchner war von 1970 bis 1982 Oberbürgermeister von Weimar. 1981 unterzeichneten Kirchner und der Bürgermeister Pierre Sudreau der französischen Stadt Blois eine Freundschaftserklärung, die zur Grundlage für die am 18. Februar 1995 erfolgte Aufnahme einer Städtepartnerschaft wurde.
Am 21. Oktober 1982 trat Kirchner in den Ruhestand.

## Veröffentlichungen
- Friedrich Albrecht Klebe: Historisch-statistische Nachrichten von der berühmten Residenzstadt Weimar. NT: Residenzstadt Weimar, Fotomechan. Neudr. d. Orig.-Ausg. Elberfeld 1800 / mit e. Geleitw. von Franz Kirchner. Einl. von Hans Henning, Leipzig: Zentralantiquariat der DDR, 1975

## Ehrungen
- Vaterländischer Verdienstorden in Silber (1969)[3]
- Vaterländischer Verdienstorden in Gold (1984)[4]
- Mitglied des Ehrenrates der CDU 1989